# Mecaphesa revillagigedoensis
Mecaphesa revillagigedoensis es una especie de araña cangrejo del género Mecaphesa, familia Thomisidae, orden Araneae.

## Distribución
Esta especie se encuentra en México.

## Taxonomía
Fue descrita científicamente por Jiménez en 1991.
Tratamiento taxonómico
La especie aparece registrada y publicada en Araneofauna de las Islas Revillagigedo, México. Anales del Instituto Biológico de la Universidad Nacional Autónoma de México (Zool.) 62: 417–429.